# Södra Folkets hus
Södra Folkets hus var ett Folkets hus i Stockholm. Det låg på Bangårdsgatan 4 i kvarteret Göta Ark på Södermalm, nära Medborgarplatsen.
Det var mötesplats för Södermalms arbetare sedan 1908, då arbetarrörelsen köpte fastigheten i fyra våningar. Den invigdes med tal av Hjalmar Branting.
På Södra Folkets hus återfanns fackliga expeditioner, möteslokaler och bibliotek. Socialdemokratiska ungdomsförbundet, som bröt sig ur SAP hade sin expedition där. År 1940 upphörde verksamheten i byggnaden.